# Roulez jeunesse
Roulez jeunesse és una pel·lícula francesa de 2018 dirigida per Julien Guetta. S'ha subtitulat al català.

## Repartiment
- Éric Judor: Alex Dagostino, reparador d'automòbils
- Laure Calamy: Nelly, assistenta social
- Brigitte Roüan: Antoinette Dagostino, mare de l'Alex
- Ilan Debrabant: Kurt Dalmerac
- Louise Labèque: Tina Dalmerac, germana gran d'en Kurt
- Philippe Duquesne: Léo, reparador de cotxes contractat per l'Antoinette
- Déborah Lukumuena: Lou
- Maxence Tual: Boulon, reparador de cotxes contractat per l'Antoinette
- Marie Kremer: Prune
- Steve Tientcheu: Didier
- Laurence Côte: metgessa d'urgències de l'hospital